# Joan Fa
Joan Fa Busquets (Barcellona, 13 dicembre 1943) è un ex cestista e dirigente sportivo spagnolo.

## Carriera
Con la Spagna ha disputato i Campionati europei del 1965.

## Palmarès
- Campionato spagnolo: 1

Joventut de Badalona: 1966-67
- Copa del Rey: 1

Picadero J.C.: 1968